# Новоселівка (Арцизька міська громада)
Новосе́лівка — село в Україні, Арцизької міської громади Болградського району Одеської області. Населення становить 508 осіб. Засновано 1825 р. До 1945 року мало назву —  Новий Фершампанауз.

## Географія
Селом тече річка Новоселівка, яка впадає до річки Аліяга. За 3 км від села розташована залізнична станція Давлет-Агач на лінії Арциз — Ізмаїл (пасажирське сполучення з 2019 року на станції не здійснюється).
Відстань до районного центру становить 120 км.

## Історія
14 листопада 1945 року село Новий Фершампенуаз перейменовано на Новоселівка, а Новофершампенуазька сільська рада отримала назву Новоселівська Ізмаїльської області.
12 червня 2020 року, відповідно до Розпорядження Кабінету Міністрів України від № 724-р «Про визначення адміністративних центрів та затвердження територій територіальних громад Одеської області», увійшло до складу Арцизької міської територіальної громади.
19 липня 2020 року, в результаті адміністративно-територіальної реформи і ліквідації Арцизького району, село увійшло до складу новоутвореного Болградського району.

## Населення
Згідно з переписом 1989 року населення села становило 554 особи, з яких 264 чоловіки та 290 жінок.
За переписом населення 2001 року в селі мешкало 518 осіб.

### Мова
Розподіл населення за рідною мовою за даними перепису 2001 року:
| Мова       | Відсоток |
| ---------- | -------- |
| українська | 87,6 %   |
| російська  | 5,71 %   |
| болгарська | 5,51 %   |
| молдовська | 0,79 %   |
| білоруська | 0,39 %   |